# Mongstad
60°48′35″N 5°1′53″Ø / 60.80972°N 5.03139°Ø
Mongstad er et industriområde beliggende i Nordhordland i kommunerne Lindås og Austrheim i Vestland fylke i Norge.

## Olieraffinaderi
Stedet er kendt for sit store olieraffinaderi, som blev sat i drift i 1975 af Statoil. Det ejes i dag af selskabet Mongstad Refining, hvor Statoil har 79 procent og Shell 21 procent ejerandel. Raffinaderiet blev udvidet for omkring 14 milliarder kroner i slutningen af 1980'erne, hvor stedet fik omfattende opmærksomhed på grund af budgetoverskridelser på over seks milliarder kroner. Dette blev kendt som Mongstad-skandalen, og førte til omfattende udskiftninger i Statoils ledelse.
Raffinaderiet har en kapacitet på 10 millioner ton råolie om året.
Foruden Statoil har flere andre industriselskaber også etableret sig i Mongstad, blandt dem Norsk Hydro.

## Olieterminal
På Mongstad har Statoil også en råolieterminal med lagerkapacitet på 9,5 millioner fade. Havneanlægget på Mongstad er Norges største målt i tonnage og Europas største oliehavn efter Rotterdam i Holland.
Der er også et LPG-procesanlæg (Vestprosess) på området.

## Gaskraftværk
Industrianlæggene på Mongstad bruger lige så meget strøm som alle husstandene i Oslo til sammen. Statoil har i flere år arbejdet med planer om at bygge et gaskraftværk på Mongstad, men på grund af høje CO2-udslip har de ikke fået koncession. Derfor arbejdede selskabet i samarbejde med danske DONG Energy (Elsam) med at bygge et gaskraftvarmeanlæg i stedet for, som skal bruge gas fragtet i rør fra terminalen på Kollsnes i Øygarden så Mongstad-anlægget kan få den nødvendige energi.
Bygningen af Mongstad gaskraftværk påbegyndtes i januar 2007, og driften blev igangsat i oktober 2009 med en effekt på 280 MW samt leverance af kraftvarme til industribrug. Der planlægges at bygge et fuldskala CSS-anlæg for indsamling og lagring af CO2 på Mongstad innen 2014.